# Реакції сполучення
Реакції сполучення — до цього типу відносять реакції, при яких з молекул двох або кількох простих чи складних речовин утворюються молекули одної складної речовини.
Наприклад:
- Fe + S = FeS
- CaO + H2O = Ca(OH)2
- SO3 + H2O = H2SO4